# Guillaume II de La Marck
Ne doit pas être confondu avec Guillaume de La Marck.
Pour les articles homonymes, voir de La Marck.

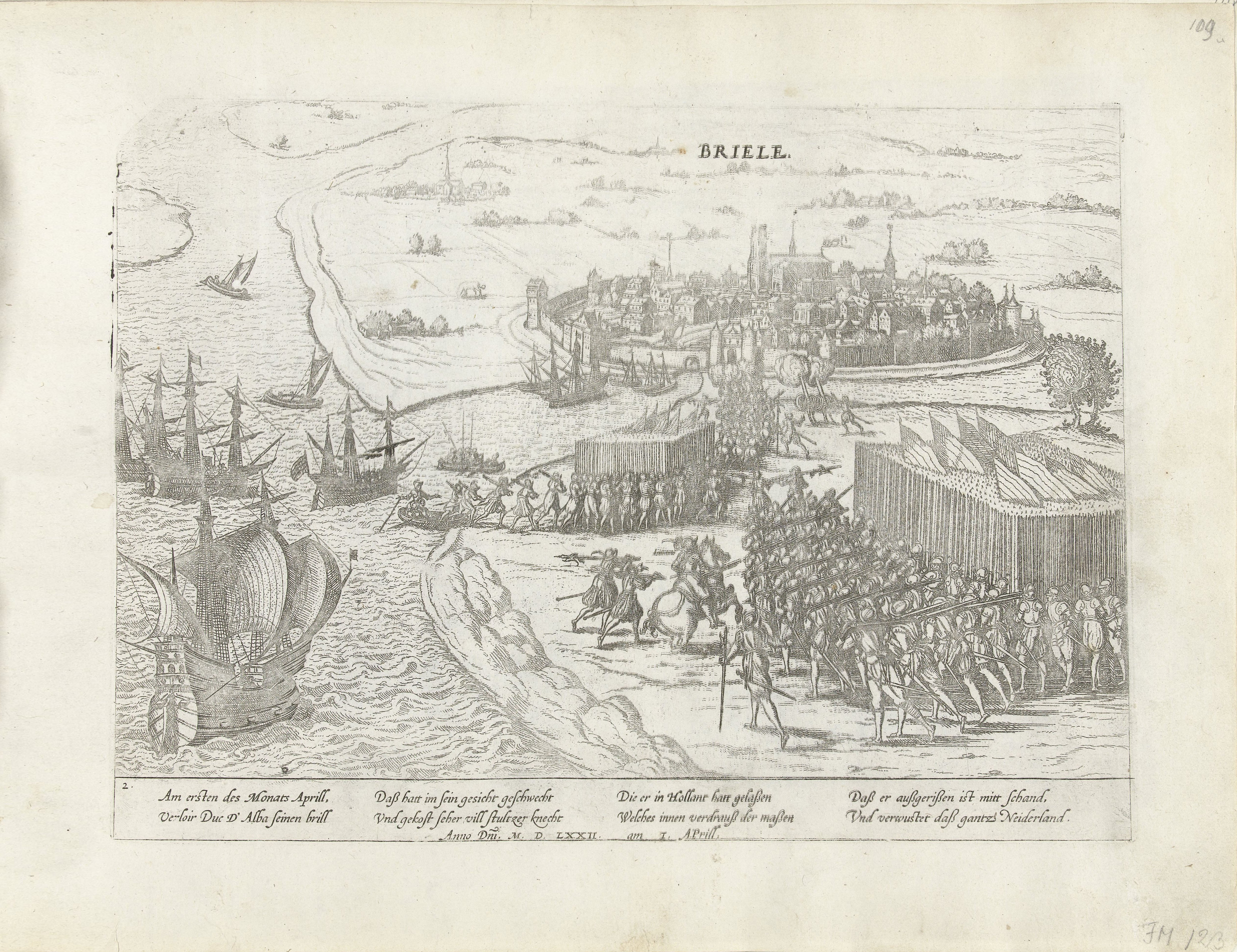
La prise de Brielle, le 1 avril 1572 (gravure de Frans Hogenberg)

Guillaume II de La Marck (1542–1er mai 1578) était seigneur de Lumey, Seraing-le-Château, Borset, haut avoué de Franchimont dans la Principauté de Liège. Il était l’amiral des gueux de mer, exilés rebelles au roi d'Espagne qui rejoignirent le combat de Guillaume le Taciturne, prince d’Orange-Nassau, au début de la guerre de Quatre-Vingts Ans (1568–1648).

## Biographie
Il était l'arrière-petit-fils du baron Guillaume de La Marck, dit « le Sanglier des Ardennes ».
Guillaume embrasse la religion réformée et se lance dans le parti antiespagnol. Il enrôle des soudards et entreprend des expéditions à main armée, semant la terreur et la ruine sur son passage, favorisant, en toutes occasions, les projets de Guillaume le Taciturne.
Plus d'une atrocité est attribuable à Lumey, comme l'exécution sans jugement des martyrs de Gorcum (9 juillet 1572), des moines et prêtres catholiques - brabançons surtout - que l'Église canonisa plus tard (1867).
Banni de la principauté de Liège et des Pays-Bas catholiques, Lumey se lance dans l'aventure des Gueux de mer. Devenu maître de la Hollande méridionale, il s'assura le contrôle de la Hollande septentrionale et de la Zélande. La nuit du 1e au 2 avril 1572 il prit de la Brielle. Ici, Willem Bloys van Treslong et Lenaert Jansz de Graeff étaient ses adjoints,. Le nom de Lumey connut alors un moment de vraie célébrité, si bien que le 20 juin 1572, les États le nommèrent stathouder de Hollande et gouverneur militaire des territoires reconquis. Rien ne démontre que Lumey ait jamais reconnu l'autorité ou le primat du prince d’Orange, qui pourtant devait s’imposer comme le meneur de l’insurrection des Pays-Bas contre Philippe II.
Mais dès 1576, Lumey fut banni des Pays-Bas septentrionaux, soit à l'initiative des États de Hollande et de Frise-Occidentale, soit de celle du prince d’Orange. Il regagna son pays d’origine, la principauté de Liège, où il mourut le 1er mai 1578, à Mont Saint-Martin en Liège. La cause de sa mort n'a jamais été élucidée, mais l’empoisonnement est possible. On lui donne une épitaphe rimée qui lui sied à merveille : 
Hier liegt de graef van der Marcke
Hij leefde als een hondt
En stierf als een varcke
Lumey fut enterré par son frère Philippe dans le caveau familial de l'église de Lummen, en tant que seigneur de la seigneurie. Lors de la démolition de l'église de Lummen pour la construction d'une nouvelle église, ses restes, ainsi que les cercueils des parents de Lummen, furent transférés en 1872 dans la crypte familiale de la maison d'Arenberg, située sous la Chapelle Saint-François  du monastère des capucins à Enghien. Depuis plusieurs années, la chapelle a été déconsacrée et est devenue propriété privée à la suite d'une vente.